# Chivas Álamos F.C.
Álamos F.C. es un club de fútbol mexicano fundado en 1994 que juega en Tercera División Profesional de México, se ubica en la Ciudad de México y es la filial más antigua del el Club Guadalajara.
Ha participado en torneos de Fuerzas básicas, Tercera División, Segunda División (Liga Premier) en la Serie B y A (Liga de Ascenso), competencias nacionales en la Ciudad de México y Olimpiadas Juveniles.

## Historia
El club fue fundado en 1994 como equipo de reserva más antiguo para el Club Deportivo Guadalajara, bajo el nombre Chivas Alamos. El club ha participado en todos los torneos de fuerzas básicas desde 1995.
El club ha participado en todos los torneos de Copa y Liga, Apertura y Clausura de fuerzas básicas de clubes profesionales, torneos nacionales e internacionales organizados por el Club Guadalajara, torneos interfiliales organizados por otras escuelas del club en la República Mexicana y los interfiliales que el propio club.
La delegación Benito Juárez a tomo a Chivas Álamos como su representante en los juegos eliminatorios de la Ciudad de México, las Olimpiadas juveniles y los torneos del gobierno de la Ciudad de México.
En 1997 Chivas Álamos adquiere el Club Tlanepantla y representó el 80% de la plantilla de dicho equipo, en 1998 cambió el nombre de Club Tlanepantla a Álamos, de esa forma apareciendo en los registros del fútbol profesional de México por primera vez. En estas fechas el club logró calificar a la liguilla de interzonas para conseguir el ascenso a 2.ª división, con jóvenes menores de edad y sin tener un solo jugador profesional en sus filas. 
En 1999 por remodelación de la Ciudad deportiva, el club se vio obligado a jugar como local en el Estadio Francisco I. Madero, en la temporada 1999-2000.
De la temporada 2000-2001 la base del plantel de 3.ª división del club ganó el campeonato de Copa Chivas, siendo la única filial con 2 títulos de esta competencia, además se logró el campeonato del Grupo IV de la tercera división, lo que significa ser el mejor equipo durante las 2 vueltas de la temporada regular y se calificó por 2.ª ocasión a la liguilla de interzonas por el ascenso.
De 2001 a la fecha el club se fue degradando; no obstante, en ese tiempo ha entrenado a jugadores campeones de la CONCACAF y en equipos profesionales como el Atlante.

## Plantilla y cuerpo técnico

### Tercera División
Los equipos mexicanos no están limitados en cuanto a la cantidad de jugadores extranjeros que pueden tener en la plantilla, sin embargo, deben hacer caso de la regla 9/9, la cual menciona que:
- De los 18 jugadores que pueden participar en cada partido, por lo menos nueve deben estar registrados antes de los 18 años en el fútbol mexicano y haber participado en un torneo organizado por la Femexfut.
- Los jugadores con doble nacionalidad (México-Estadounidense) podrán ser considerados dentro de los nueve jugadores si al momento de su primer registro en la FMF no habían cumplido los 19 años.

## Honores
- Campeón del Grupo IV, Temporada 2000-2001 y 2009-2010[9]
- 2 veces campeón en la Copa Chivas

## Temporadas
| Temporada     | División           | Posición                       |
| ------------- | ------------------ | ------------------------------ |
| 2010/2011     | 5.Tercera División | 4°. Grupo V (Octavos)          |
| Apertura 2011 | 4.Segunda Serie B  | 8°. Grupo I (Octavos)          |
| Clausura 2012 | 4.Segunda Serie B  | 13°. Grupo I                   |
| 2012/2013     | 5.Tercera División | 8°. Grupo IV                   |
| 2013/2014     | 5.Tercera División | 6°. Grupo IV                   |
| 2014/2015     | 5.Tercera División | 9°. Grupo IV                   |
| 2015/2016     | 5.Tercera División | 3°. Grupo IV (Treintaidosavos) |
| 2016/2017     | 5.Tercera División | 9°. Grupo IV                   |
| 2017/2018     | 5.Tercera División | 14°. Grupo IV                  |
| 2018/2019     | 5.Tercera División | 9°. Grupo IV                   |
| 2019/2020     | 5.Tercera División | 12°. Grupo IV                  |
| 2020/2021     | 5.Tercera División | 4°. Grupo IV (Dieciseisavos)   |